# 그라치아노 비니
그라치아노 비니(이탈리아어: Graziano Bini, 1956년 1월 7일 ~ )는 이탈리아의 전 축구 선수이다. 그는 선수 생활의 마지막 3년을 제노아 CFC에서 뛴 것을 제외한 대부분을 FC 인테르나치오날레 밀라노에서 선수 생활을 하였다. 그가 인테르에서 뛴 마지막 7년 간은 팀의 주장이기도 했다.